# 크리스토토코스
크리스토토코스 (그리스어: Χριστοτόκος , 영어: Christ-bearer)는 역사적으로 예수의 어머니 마리아에 대하여  "비 에베소스" 동방교회, 즉 "네스토리우스파" 동방교회에서 사용한 그리스어 칭호이다. 크리스토토코스를 직역하면 '그리스도를 낳은 사람'이지만 조금 의역하면 '그리스도의 어머니'가 된다.

## 같이 보기
- 네스토리우스파
- 테오토코스